# Đuka Strugar
 Ovo je glavno značenje pojma Đuka Strugar. Za druga značenja pogledajte Đuro Strugar.
Đuka Strugar (1925. – 1988.), hrvatski bivši nogometaš i nogometni sudac. Igrao na mjestu lijevog braniča i lijevog krila.

## Igračka karijera
Pristupio novoosnovanom Dinamu. Bio je standardan u prvoj postavio sve sve do dolaska Aleksandra Benka. Isticao se brzinom i jednostavnošću u igri. S Dinamom je osvojio jedno prvenstvo Jugoslavije 1947./48. i jedno prvenstvo Zagreba. Uz Dinamo je još igrao za zagrebačke klubove Lokomotivu i Poštar. Poslije igračke karijere bio je nogometni sudac. Nastupio za jugoslavensku reprezentaciju.